# قاسم مساوي
قاسم مساوي لاعب كرة قدم سعودي ، يلعب في خط الوسط في نادي رضوى.

## مسيرة اللاعب
لعب في نادي جدة ونادي رضوى.